# Мавзолей Хатама Софера

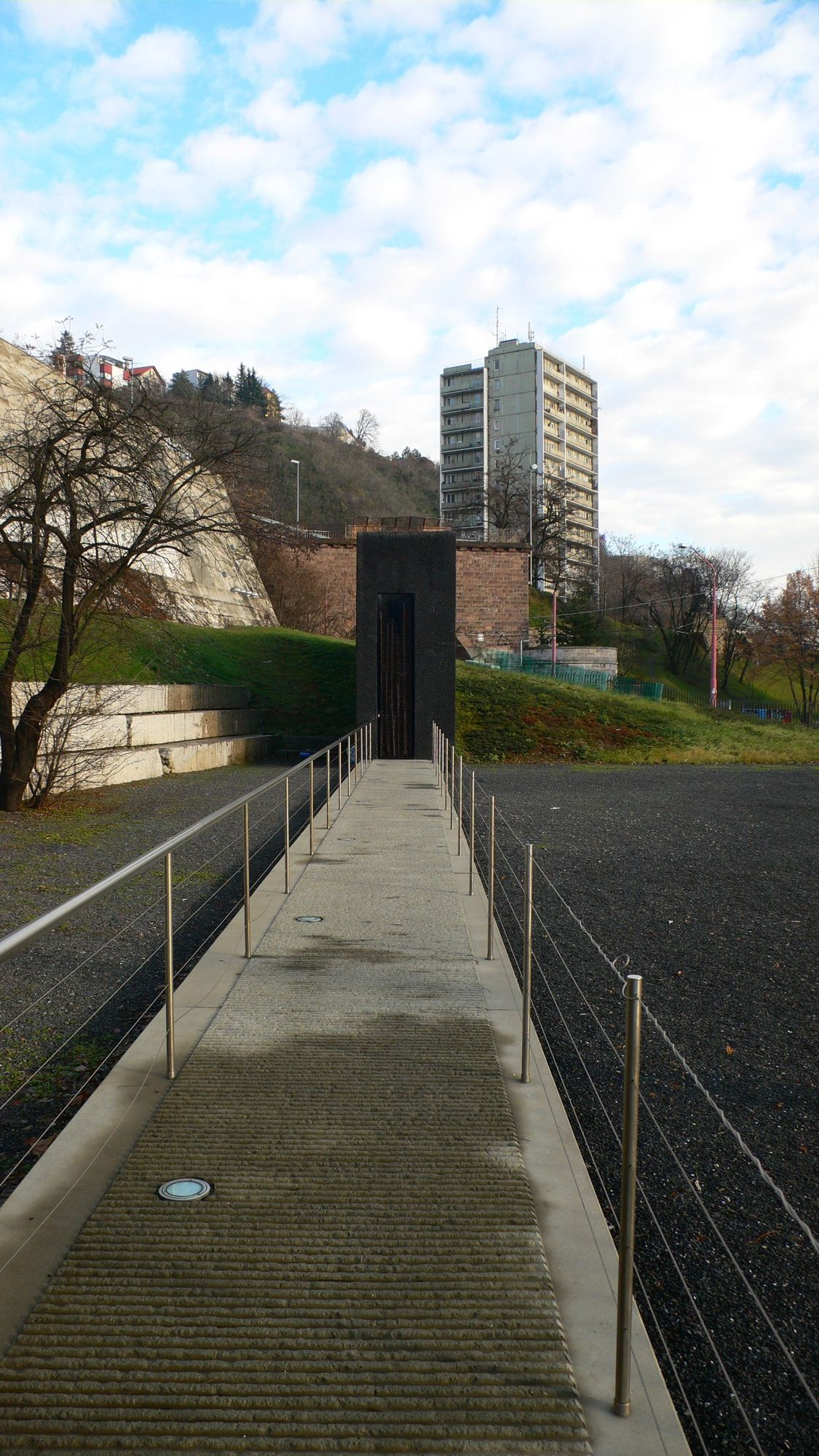

Мавзолей Хатам-Софера — гробница Моше Шрайбера (1762—1836) — выдающегося братиславского раввина, известного как Хатам Софер; он расположен в Братиславе на набережной Л. Свободы. Это важное место паломничества евреев. Мавзолей был открыт в 2002 году на 240-ю годовщину рождения Хатама Софера. Объект номинирован на включение в список всемирного наследия ЮНЕСКО.
Мавзолей находится на месте старейшего еврейского кладбища в Братиславе, которое было основано в XVII веке, когда семья Палффи позволила евреям хоронить своих усопших недалеко от градного укрепления. Кладбище использовалось до 1847 года.
Словацкие фашисты инициировали землекопные работы с целью уничтожить еврейское кладбище. В 1942 году, во время сильного наводнения, большая часть могил была затоплена. Сохранились лишь 23 могилы и 41 надгробный камень, включая могилу раввина Хатам-Софера. После Второй мировой войны, в результате сооружения различных коммуникаций и постройки туннеля, они совершенно ушли под землю и, наконец, были закрыты бетонной плитой.
Смена политического режима в Словакии в 1989 году и финансовые пожертвования от евреев всего мира сделали возможной реконструкцию объекта. Перемещение трамвайных путей дало место для строительства. Было устроено помещение для посетителей и реконструированы надгробия.
Новое архитектурное решение Мартина Квасницы эффективно использовало тот факт, что могилы уже расположены под землёй; над ними возник холм со стеклянными стелами. Вход в надгробие осуществляется через мостик над территорией бывшего кладбища, покрытого слоем мелкой гальки. Мостик ведёт к входу в чёрную призму из бетона, скрывающую гробницу. Призма является символом единения прошлого и современности. Внутри находится помещение со стеклянной стеной, через которую видно могилы; это сделано для тех, кому религиозные правила не позволяют вступить на территорию захоронений. Оттуда видно стальную лестницу, которая ведёт к захоронениям, там путь кончается. Перекрытие над гробницей символически пронзают стеклянные стелы, которые проникают на поверхность и освещают помещение.
Архитектурное решение подчёркивает важность места, куда, вследствие большой известности Хатам-Софера, приходят посетители со всего мира.